# Зграда Српске православне црквене општине
Зграда Српске православне црквене општине подигнута је 1896. године у главној улици Зрењанина, улици краља Александра I Карађорђевића, у оквиру Старог градског језгра, као Просторно културно-историјске целине од великог значаја.
Српска православна црквена општина основана је 1868. године на основу царског указа, чиме је успостављена потпуна самоуправа црквене општине на територији Аустроугарске монархије. У свом власништву поседовала је пет зграда у граду, од којих данас постоје само две палата Српске штедионице (Дом православне црквене општине), на углу улица краља Александра и Светосавске, и ова – у главној градској улици под бројем 4.
Зграда је грађена као најамна палата. Излази на Гимназијску улицу, а заједно са својим бочним крилима формира затворено – атријумско двориште.
Рестаураторски радови на фасади и крову изведени су под надзором Покрајинског завода за заштиту споменика културе из Новог Сада, приликом којих је враћана оригинална форма приземних портала. Основна зидна раван је урађена у клинкер опеци.